# 反卫星导弹
反卫星导弹是使用导弹攻擊環繞地球軌道的人造卫星的武器系統。飛彈可以由地面或者是水面的發射平臺發射，或者是由航空或者是太空飛行器在運到較高的高度之後發射。反衛星飛彈針對的是軍用衛星，尤其是在低軌道上的偵查，電子情報蒐集以及海洋偵測衛星等等。目前在環繞地球軌道中部署反衛星武器的行動沒有任何一個國家公開或是正面承認，然而包括美國與中國等有能力發射人造衛星的國家都可能掌握相關的技術或者是系統。目前已證實曾成功以飛彈摧毀人造衛星的國家包括前蘇聯（今俄羅斯）、美國、中華人民共和國和印度。

## 美國

### 早期的反衛星（ASAT）飛彈計畫
比較有名的公開發展與測試是美國以F-15鷹式戰鬥機為發射載具，進行反衛星飛彈的研究和試驗。這個計畫的起源是對應當時蘇聯開發的反衛星衛星計畫。1979年渥特（Vought）公司獲得一份研發空載反衛星飛彈的合約，渥特公司利用SRAM-A飛彈的推進段作為第一段與Altair III火箭作為第二段，加上紅外線尋標器以及撞擊彈頭，共同組成ASM-135反衛星飛彈。
這枚飛彈重達1,180公斤（2600磅），由F-15爬升到11612.88公尺（38,100英尺）高空發射，飛彈的彈頭沒有炸藥，純粹以撞擊的方式摧毀衛星。彈頭採取自旋穩定，並且以36個小火箭協助修正航向。攔截高度至少可以達到560公里的軌道。擔任發射任務的F-15需要增加額外的電池，修改機上的射控電腦，抬頭顯示器等設備。
1980年代初期先由F-15攜帶飛彈進行試驗飛行，直到1984年才進行第一次試射，包括隨後的三次試射，這些飛彈都是瞄準預先設定的座標而不是人造衛星。對衛星的試驗發射只有在1985年9月12日進行過，目標是一顆1979年發射的珈馬射線觀測衛星Solwind P78-1。這顆衛星雖然已經完成預定的任務，不過仍舊繼續傳送測資料。試驗的結果很成功，彈頭完全摧毀這枚衛星。

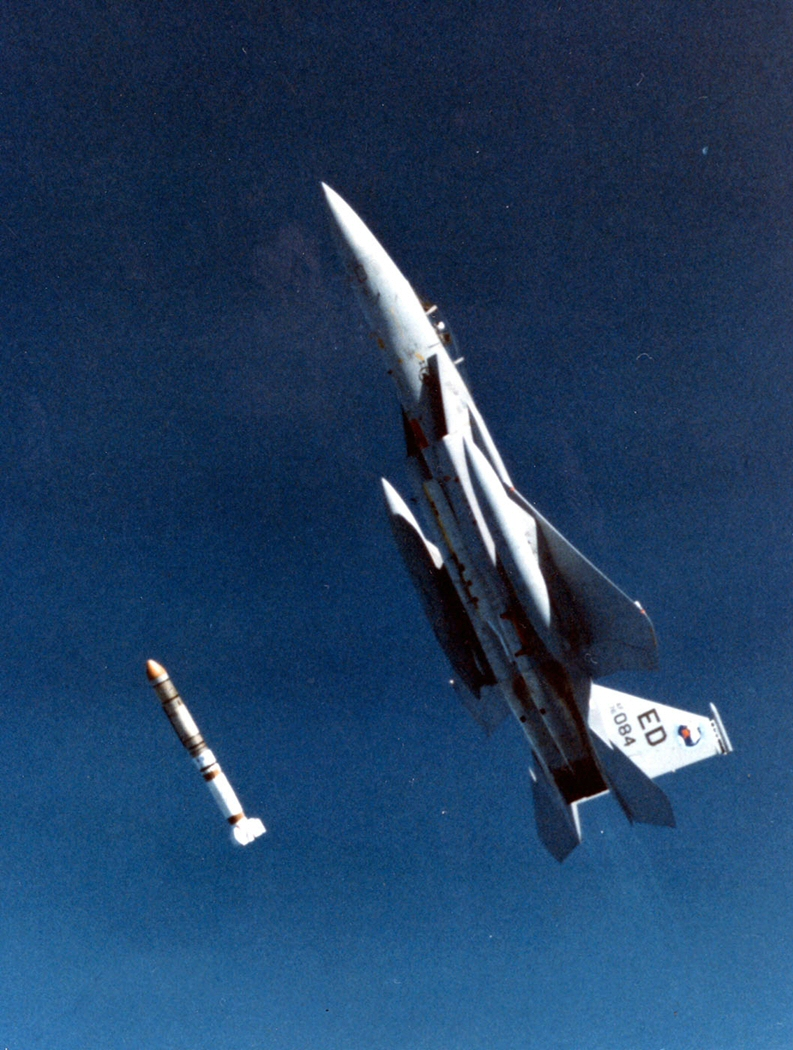
以F-15鷹式戰鬥機試射一枚ASM-135反衛星飛彈

雖然整個計畫進行的很順利，但是擔心這項發展會違反美國和蘇聯之間不研發和測試反衛星武器的協議，國會也不同意继續試驗，儘管有20架F-15已經進行必要的改裝工程，整個計畫還是在1988年正式終止。
目前有一枚飛彈在美國俄亥俄州代頓市的美國空軍博物館展出。
1985年進行的這次飛彈實驗，目標衛星被擊碎成約250塊碎片，而直到1997年全部碎片才墜落地球完畢，由於擔心碎片造成的太空污染，美軍已將注意力放置在透過高能量雷射軟殺衛星感測器的方法。

### 2008年美國反衛星飛彈測試
USA 193卫星是于2006年12月14日 21:00:00（GMT时间）由三角洲二號運載火箭（Delta II）从美国范登堡空军基地（Vandenberg Air Force Base）发射升空的一颗间谍卫星。重量为2300千克。设计轨道为远地点365公里，近地点349公里。发射升空后与地面失去联系，成为一颗失控的卫星。2008年2月20日，美国海军從伊利湖号巡洋舰（USS Lake Erie (CG-70)）发射一枚RIM-161导弹（SM-3）型导弹击落了它。

## 中国

### 2007年
2007年中国反卫星导弹试验是指中国于2007年1月11日进行的一次反卫星导弹试验。在该试验中，由西昌卫星发射中心发射的一枚开拓者1号火箭携带动能弹头，以反方向8公里/秒的速度，击毁了轨道高度865公里，重750公斤的該国已报废的气象卫星风云一号C，是自1985年美国发射ASM-135反卫星导弹摧毁P78-1人造卫星以来首次成功的人造卫星拦截试验。

### 2010年
中国第二次反卫星武器测试发生在2010年1月，在那次据评估拥有反卫星和反导双重目标的试验中，中国试射了一枚SC-19导弹。

### 2013年
2012年10月，“自由灯塔”网站首次报道中国军方正准备测试一款能力更强的新型高地球轨道反卫星导弹，即动能-2直接上升动能反卫星导弹。美国防务官员在接受“自由灯塔”网站采访时称，有关中国反卫星武器试验的情报报告暗示动能-2导弹测试最初定在11月进行。报道称，如果中国进行了反卫星武器试验，那么这将是其首次试射这款能够通过高速撞击摧毁战略导航、通信或情报卫星的新型高地球轨道拦截导弹。报道还称，反卫星武器导弹是中国在研几款旨在应对美国军事优势的若干高科技武器系统之一。卫星是美国远程指挥、导弹制导、情报收集的重要工具。仅利用12枚反卫星导弹，中国就有可能会严重限制美国军方的远距离作战行动，如协防台湾海峽、日本和南韩。
2013年5月16日，美国《空军时报》刊登文章明确指出，美国军方对鲲鹏7号进行了跟踪，发现鲲鹏7号轨道顶点达到10,000（6,200英里），接近地球同步轨道；但鲲鹏7号没有将任何物体送入轨道及沒有攔截目標，并在印度洋上空重返大气层。
美国、俄罗斯过去虽然都进行过一系列的反卫星试验，但这些试验的最大拦截高度都没有超过2000公里，只能拦截一些低轨侦察卫星，美国仅在"星球大战"计划中论证过高轨道反卫星方案。

## 印度
2019年3月27日，印度總理纳伦德拉·莫迪（Jarndra Modi）宣布，成功推出了該國第一種反衛星導彈系統（ASAT）。在國家的地址，PM表示，印度在低地球軌道（LEO）的300公里高度擊落了一枚通訊衛星，成功測試其ASAT導彈。測試在11:00左右進行。該操作被命名為任務Shakti。這個導彈系統是由Drdo  - 印度防務服務與Indo Space Reganical（ISRO合作）的研究界開發的。這次測試是印度第四次國家反思探測能力。

## 俄罗斯
俄罗斯于2021年11月15日使用A-235导弹系统试射摧毁了宇宙1408号卫星，产生大量残骸碎片，国际空间站的人员曾两次进入乘员舱避难，美国对此表示谴责，但俄罗斯表示不会对太空活动造成威胁。